# Anna Santamans
Anna Santamans, född 25 april 1993, är en fransk simmare. 
Santamans tävlade för Frankrike vid olympiska sommarspelen 2012 i London, där hon blev utslagen i semifinalen på 50 meter frisim.
Vid olympiska sommarspelen 2016 i Rio de Janeiro tävlade Santamans i två grenar (50 meter frisim och 4 x 100 meter frisim).